# Barbarinazza
Barbarinazza (in croato Barbarinac) è un piccolo isolotto della Dalmazia centrale tra Spalato e Salona. Essendo circondato da scogli è indicato anche con il nome di secche Barbarinaz o scogli Barbarinazza. Amministrativamente appartiene al comune di Castelli, nella regione spalatino-dalmata, in Croazia.

## Geografia
Barbarinazza ha una superficie di 6482 m² e la costa lunga 335 m; si trova in quella parte orientale della baia dei Castelli (Kaštelanski zaljev) denominata valle di Solona o golfo Salonitano, dove si affaccia la città di Salona. L'isolotto è situato 1,2 km a ovest-nord-ovest da Vragnizza, detta anche Venezia Piccola, e dall'omonima penisola. Circa 1 M a nord-ovest di Barbarinazza si trova Castel San Giorgio (Kaštel Sućurac) e, a sud, Spalato.
Su uno degli scogli intorno a Barbarinazza (a sud-ovest) c'è un segnale luminoso, parimenti ce n'è uno sulla costa a nord, a punta Ghermovaz (rt Grmovac), e uno a sud, all'ingresso est di valle Supaval (uvala Supaval), che segnalano l'ingresso alla valle di Solona.
Sono stati ritrovati sull'isolotto una grande quantità di frammenti archeologici (ceramiche, anfore) che risalgono fino al I sec. a.C.. L'analisi delle foto aeree suggerisce che probabilmente una volta era collegato alla terraferma e in quel tratto di mare ci sono i resti di un piccolo molo di una villa romana.

### Isole adiacenti
- Scogli Galera[3]: 
  - Galera grande[13] (Školjić), ha un'area di 978 m²[1]; è situato a nord della penisola di monte Mariano[14] (Marjan), all'ingresso di porto Paludi[15] (luka Poljud) 43°31′21″N 16°24′55″E.
  - Galera piccolo[13], secondo altre fonti Galera Grande[16] (Galija), ha un'area di 483 m²[1]; è situato tra porto Paludi e Castel San Giorgio e 2,1 km a ovest di Barbarinazza 43°31′56″N 16°25′08″E. A ovest-sud-ovest da questo scoglio, a circa 760 m, si trovano le secche Galera (plićak Galija).

### Cartografia
- (HR) Mappa topografica della Croazia 1:25000, su preglednik.arkod.hr. URL consultato il 20 marzo 2017.
- Carta di cabottaggio del mare Adriatico, foglio IX, Milano, Istituto geografico militare, 1822-1824. URL consultato il 3 gennaio 2021 (archiviato dall'url originale il 13 aprile 2013).